# Luis Cardoso
Luis Raúl Cardoso (Mar del Plata, Buenos Aires, 18 de julio de 1930 - Buenos Aires, Argentina, 28 de marzo de 2017) fue un futbolista argentino que se desempeñó como defensor. De notable técnica, fue un zaguero zurdo que prefería salir jugando y se destacaba en una época en la que sobraban los defensores recios.

## Historia
Se destacó entre las décadas de 1950 y 1960 como un zaguero central atípico, en contraposición a la rudeza de sus colegas defensores. Le gustaba ser prolijo en la salida, sin revolear la pelota y con fair play para frenar a los delanteros. Sus inicios futbolísticos fueron en los picados entre amigos del Instituto Peralta Ramos al que asistía, y en el club Nueva Pompeya de la zona donde habitaba. Pero a los 15 años fichó para el Independiente local, también del barrio pero con mayor preponderancia y habitual animador en los distintos torneos. 
Tras jugar para el combinado marplatense en 1948, con 19 años dio el salto grande a Independiente de Avellaneda. En el Rojo compartió plantel con una delantera inolvidable e histórica: Rodolfo Micheli, Carlos Cecconato, Carlos Lacasia (luego Ricardo Bonelli), Ernesto Grillo y Osvaldo Cruz.
Dejó el fútbol argentino para pasar en 1954 al Palmeiras de Brasil. Después de un año se incorpora a Tigre, donde brilla en la gran campaña del club de Victoria en Primera División, compartiendo equipo con los históricos Miguel Rugilo y Tucho Méndez.
Transferido a Boca Juniors, su gran despegue se dio en 1956, donde también fue citado por primera vez para la Selección de fútbol de Argentina, por Guillermo Stábile, para disputar el Panamericano de Fútbol realizado en México. El conjunto nacional terminó invicto (2 victorias, 3 empates) pero obtuvo el segundo puesto detrás de Brasil. Al regreso, debutó en el Xeneize donde fue compañero con otro marplatense: Herminio González, a quien había enfrentado jugando para Independiente. Allí entabló una gran amistad con el luego fallecido trágicamente Eliseo Mouriño, y presenció el debut de un ídolo Boquense como Antonio Rattín. Ganó algunos clásicos ante River Plate, aunque no pudo ser campeón. En 1960 recaló en el desaparecido club Tampico de México, donde conquistó la Copa México en la temporada 1960-61.
Pero antes de dejar el fútbol nacional por segunda vez, se dio el gran gusto al ser convocado por Victorio Spinetto para disputar el Sudamericano de 1959 en Buenos Aires. La selección había vivido una bochornosa eliminación en el Mundial de Suecia 1958, y en AFA buscaron que el certamen reconcilie al público con el elenco nacional. Lo cierto es que Argentina se quedó con el título, tras igualar 1-1 (el empate le alcanzaba) ante la Selección de fútbol de Brasil, en la que brillaban jugadores como Pelé, Garrincha y Didí. 
Su retorno al fútbol argentino fue a Atlanta, donde terminó de hacer el curso de técnico y dirigió a la vez. 
Cardoso volvió a Mar del Plata para jugar en 1967 para San Lorenzo en el Promocional, antesala del Torneo Nacional. Y en el verano de 1969, con la Selección de fútbol Marplatense, jugó sus últimos compromisos. La despedida fue con un histórico 2-1 ante Palmeiras de Brasil.

## Trayectoria
| Equipo                          | País      | Período   |
| ------------------------------- | --------- | --------- |
| Independiente                   | Argentina | 1949-1953 |
| Palmeiras                       | Brasil    | 1954      |
| Tigre                           | Argentina | 1955      |
| Boca Juniors                    | Argentina | 1956-1959 |
| Tampico                         | México    | 1960-1962 |
| Atlanta                         | Argentina | 1963      |
| San Lorenzo de Mar del Plata    | Argentina | 1967-1968 |
| Selección de fútbol Marplatense | Argentina | 1969      |

## Palmarés

### Campeonatos nacionales
| Título      | Equipo  | Sede   | Temporada |
| ----------- | ------- | ------ | --------- |
| Copa México | Tampico | México | 1960-61   |

### Copas internacionales
| Título       | Equipo                           | Sede      | Año  |
| ------------ | -------------------------------- | --------- | ---- |
| Copa América | Selección de fútbol de Argentina | Argentina | 1959 |